# Ringerike Grand Prix 2022
La Ringerike Grand Prix 2022, quarantanovesima edizione della corsa, valevole come prova dell'UCI Europe Tour 2022, si svolse l'8 maggio 2022 su un percorso di 165,9 km, con partenza  e arrivo a Hønefoss, in Norvegia. La vittoria fu appannaggio del norvegese Sakarias Løland Koller, che completò il percorso in 4h03'00", alla media di 40,953 km/h, precedendo i connazionali Andreas Stokbro e Ludvik Holstad.
Sul traguardo 66 ciclisti portarono a termine la competizione.

## Ordine d'arrivo (Top 10)
| Pos. | Corridore                  | Squadra        | Tempo    |
| ---- | -------------------------- | -------------- | -------- |
| 1    | Sakarias Løland Koller     | Uno X-Mobility | 4h03'00" |
| 2    | Andreas Stokbro            | Team Coop      | s.t.     |
| 3    | Ludwig Holstad             | Lillehammer CK | s.t.     |
| 4    | Stihan Fredehim            |                | s.t.     |
| 5    | Kristensen Mads Østergaard |                | s.t.     |
| 6    | Nørtoft Morten Aalling     |                | s.t.     |
| 7    | Klaris Magnus Bak          |                | s.t.     |
| 8    | Oliver Knudsen             |                | s.t.     |
| 9    | Mathias Bregnhøj           |                | s.t.     |
| 10   | Rasmus Søjberg Pedersen    |                | s.t.     |